# Jutta Ploch
Jutta Ploch, född den 13 januari 1960 i Weissenfels i Tyskland, är en östtysk roddare.
Hon tog OS-guld i scullerfyra i samband med de olympiska roddtävlingarna 1980 i Moskva.